# Julien Cools
Julien Cools (* 13. Februar 1947 in Retie) ist ein ehemaliger belgischer Fußballspieler.

## Spielerkarriere
Cools begann seine Karriere als Vereinsspieler im Jahre 1958 bei seinem Heimatverein, dem SK Branddonk Retie. Bei diesem schaffte er im Jahr 1963 den Durchbruch in die Herrenmannschaft, für die er bis einschließlich 1969 aktiv war, ehe er in die Erstklassigkeit zum FC Beringen kam. Nachdem er mit der Mannschaft noch in derselben Saison in die zweite belgische Liga absteigen musste, stieg er nach der Spielzeit 1971/72 wieder mit der Mannschaft in die höchste Spielklasse des Landes auf. 1973 kam er zum FC Brügge, wo er bis 1979 blieb. Cools wurde 1976, 1977 und 1978 belgischer Meister, 1977 belgischer Pokalsieger und kam in das UEFA-Cup-Finale 1976 und Meisterpokalfinale 1978. 1979 wechselte er zu Germinal Beerschot. Nach zwei Jahren verabschiedete er sich aus Antwerpen Richtung Dessel und unterschrieb beim KFC Dessel Sport. Seine letzten drei Jahre als Aktiver absolvierte er beim KVC Westerlo, mit dem er noch zweimal Meister in der Unterklassigkeit wurde und darausschließend zweimal in die nächsthöhere Spielklasse aufstieg.
1977 wurde er Spieler des Jahres in Belgien.

## Internationale Spielerkarriere
International spielte er 35 Mal für Belgien und erzielte zwei Treffer. Er nahm an der Fußball-Europameisterschaft 1980 in Italien teil und wurde dort mit dem Team als Kapitän Vizeeuropameister.

## Erfolge
- 1× Aufstieg in die höchste belgische Liga (1971/72)
- 3× Belgischer Meister (1976, 1977, 1978)
- 1× Belgischer Pokalsieger (1977)
- 1× Belgischer Pokalfinalist (1979)
- 1× Spieler des Jahres in Belgien (1977)
- 2× Meister mit dem KVC Westerlo (1983/84, 1984/85)